# Liste des armées de l'Armée impériale japonaise
Le terme armée (軍, gun) dans l'armée impériale japonaise était utilisé de plusieurs façons pour désigner des formations militaires différentes, correspondant en Occident à des groupes d'armées, à des armées ou à des corps d'armée.

## Les armées générales

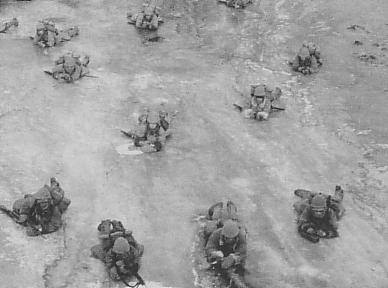
L'armée du Guandong en manœuvre.

L'armée générale (総軍, Sō-gun) était le plus haut niveau dans la structure de l'armée impériale japonaise. Cela correspondait à un groupe d'armées dans la terminologie militaire occidentale. Destinées à être auto-suffisantes pendant des périodes indéterminées, les armées générales étaient commandées soit par un maréchal soit par un général.
La première armée générale est l'armée japonaise de Mandchourie, formée en 1904–1905 durant la guerre russo-japonaise en tant que structure de commandement temporaire pour coordonner les efforts de plusieurs armées japonaises dans la campagne contre l'empire russe.
En ce qui concerne les unités permanentes, l'armée japonais fonda l'armée du Guandong (Kantōgun) pour superviser les déploiements dans le territoire du Guandong et le futur Mandchoukouo à partir de 1906.
D'autres armées générales furent créées en réponse aux besoins de la seconde guerre sino-japonaise et de la Seconde Guerre mondiale, durant laquelle les déploiements outre-mer nécessitait une structure pouvant apporter une réponse rapide tout en étant autonome de l'État-major de l'armée impériale japonaise de Tokyo. Ainsi, les forces japonaises furent réorganisées en trois zones de commandements séparées : la Mandchourie, la Chine et l'Asie du Sud-Est, en plus du Japon même qui formait la quatrième.
Vers la fin de la Seconde Guerre mondiale, le commandement de la zone Japon (c'est-à-dire le commandement général de défense) fut restructuré géographiquement entre la première armée générale à l'est, la deuxième armée générale à l'ouest, et l'armée générale aérienne responsable de l'aviation militaire.
Après la signature des Actes de capitulation du Japon de septembre 1945, toutes les armées générales furent dissoutes, sauf la première armée qui continua d'exister jusqu'au 30 novembre 1945 sous le nom de 1re unité de démobilisation.
|   | Nom                                                             | Période d'activité | Zone d'opération                        |
| - | --------------------------------------------------------------- | ------------------ | --------------------------------------- |
| 1 | Armée du Guandong (関東軍, Kantōgun)                            | 1906–1945          | Mandchoukouo                            |
| 2 | Armée expéditionnaire de Chine (支那派遣軍, Shina hakengun)     | 1939–1945          | Chine                                   |
| 3 | Groupe d'armées expéditionnaire du Sud (南方軍, Nampōgun)       | 1941–1945          | Asie du Sud-Est, Sud-Ouest du Pacifique |
| 4 | Commandement général de défense (防衛総司令部, Bōei Sōshireibu) | 1941–1945          | Japon                                   |
| 5 | Première armée générale (第1総軍, Dai-ichi Sōgun)               | 1945-1945          | Japon                                   |
| 6 | Deuxième armée générale (第2総軍, Dai-ni Sōgun)                 | 1945-1945          | Japon                                   |
| 7 | Armée générale aérienne (航空総軍, Kōkū Sōgun)                  | 1945-1945          | Japon                                   |

## Les armées régionales
Les armées régionales (方面軍, Hōmen-gun) dans la terminologie militaire japonaise sont l'équivalent des armées en Occident. Ces unités étaient généralement commandées par un lieutenant-général. Il y a beaucoup de confusions entre les nombreuses armées régionales similaires et les armées des chroniques historiques, étant donné que beaucoup d'écrivains ne faisaient pas de distinctions précises lorsqu'ils parlaient des unités impliquées.
|    | Nom                                                                              | Période d'activité | Zone d'opération                         |
| -- | -------------------------------------------------------------------------------- | ------------------ | ---------------------------------------- |
| 1  | 1re armée régionale (第1方面軍, Dai ichi hōmen gun)                              | 1942–1945          | Mandchoukouo                             |
| 2  | 2e armée régionale (第2方面軍, Dai ni hōmen gun)                                 | 1942–1945          | Mandchoukouo                             |
| 3  | 3e armée régionale (第3方面軍, Dai san hōmen gun)                                | 1942–1945          | Mandchoukouo                             |
| 4  | 5e armée régionale (第5方面軍, Dai go hōmen gun)                                 | 1944–1945          | Japon                                    |
| 5  | 6e armée régionale (第6方面軍, Dai roku hōmen gun)                               | 1944–1945          | Chine                                    |
| 6  | 7e armée régionale (第7方面軍, Dai nana hōmen gun)                               | 1944–1945          | Malaisie britannique, Singapour, Sumatra |
| 7  | 8e armée régionale (第8方面軍, Dai hachi hōmen gun)                              | 1942–1945          | Îles Salomon, Nouvelle-Guinée            |
| 8  | 10e armée régionale (第10方面軍, Dai jyū hōmen gun)                              | 1944–1945          | Taïwan                                   |
| 9  | 11e armée régionale (第11方面軍, Dai jyū ichi hōmen gun)                         | 1945-1945          | Japon                                    |
| 10 | 12e armée régionale (第12方面軍, Dai jyū ni hōmen gun)                           | 1945-1945          | Japon                                    |
| 11 | 13e armée régionale (第13方面軍, Dai jyū san hōmen gun)                          | 1945-1945          | Japon                                    |
| 12 | 14e armée régionale (第14方面軍, Dai jyū yon hōmen gun)                          | 1942–1945          | Philippines                              |
| 13 | 15e armée régionale (第15方面軍, Dai jyū go hōmen gun)                           | 1945-1945          | Japon                                    |
| 14 | 16e armée régionale (第16方面軍, Dai jyū roku hōmen gun)                         | 1945-1945          | Japon                                    |
| 15 | 17e armée régionale (第17方面軍, Dai jyū nana hōmen gun)                         | 1945-1945          | Corée                                    |
| 15 | 18e armée régionale (第18方面軍, Dai jyū hachi hōmen gun)                        | 1943–1945          | Thaïlande                                |
| 16 | Armée régionale japonaise de Birmanie (緬甸方面軍, Biruma hōmen gun)             | 1943–1945          | Birmanie                                 |
| 17 | Armée expéditionnaire de Chine centrale (中支那派遣軍)                           | 1937–1939          | Chine                                    |
| 18 | Armée régionale japonaise de Chine centrale (中支那方面軍, Naka-Shina hōmen gun) | 1937–1938          | Chine                                    |
| 19 | Armée régionale japonaise de Chine du Nord (北支那方面軍, Kita-Shina hōmen gun)  | 1937–1945          | Chine                                    |
| 20 | Armée régionale japonaise de Chine du Sud (南支那方面軍, Minami-Shina hōmen gun) | 1940–1941          | Chine                                    |
| 21 | Armée du district du Nord (北部軍, Hokubu gun)                                   | 1940–1945          | Japon                                    |
| 22 | Armée du district de l'Est (東部軍, Tobu gun)                                    | 1923–1945          | Japon                                    |
| 23 | Armée du district de l'Ouest (西部軍, Seibu gun)                                 | 1937–1945          | Japon                                    |
| 24 | Armée du district central (中部軍, Chubu gun)                                    | 1945-1945          | Japon                                    |
| 25 | Armée expéditionnaire de Shanghai (上海派遣軍, Shanhai Haken gun)                | 1932, 1937–1938    | Chine                                    |
| 25 | Armée expéditionnaire d'Indochine (印度支那派遣軍, ndoshina Hakengun)            | 1940-1941          | Indochine française                      |

## Armées
Les armées (軍, gun) japonaises correspondaient aux corps d'armée dans la terminologie militaire occidentale. Elles étaient généralement commandées par un lieutenant-général.
- - 1re armée – Chine
  - 2e armée – Chine
  - 3e armée – Mandchoukouo
  - 4e armée – Mandchoukouo
  - 5e armée – Mandchoukouo
  - 6e armée – Mandchoukouo
  - 10e armée – Chine
  - 11e armée – Chine
  - 12e armée – Chine
  - 13e armée – Chine
  - 14e armée – Philippines
  - 15e armée – Birmanie
  - 16e armée – Java
  - 17e armée – Îles Salomon
  - 18e armée – Nouvelle-Guinée
  - 19e armée – Est des Indes orientales néerlandaises
  - 20e armée – Chine
  - 21e armée – Chine
  - 22e armée - Chine
  - 23e armée – Chine
  - 25e armée – Malaisie, Singapour, Sumatra
  - 27e armée – Îles Chishima
  - 28e armée – Birmanie
  - 29e armée – Malaisie
  - 30e armée – Mandchoukouo
  - 31e armée – îles Truk
  - 32e armée – Okinawa
  - 33e armée – Birmanie
  - 34e armée – Mandchoukouo
  - 35e armée – Philippines
  - 36e armée – Japon
  - 37e armée – Bornéo
  - 38e armée - Indochine
  - 39e armée - Thaïlande
  - 40e armée – Japon
  - 41e armée – Philippines
  - 43e armée – Chine
  - 44e armée – Mandchoukouo
  - 50e armée – Japon
  - 51e armée – Japon
  - 52e armée – Japon
  - 53e armée – Japon
  - 54e armée – Japon
  - 55e armée – Japon
  - 56e armée – Japon
  - 57e armée – Japon
  - 58e armée – Corée
  - 59e armée – Japon
  - Armée japonaise de garnison de Chine – Chine
  - Armée japonaise de garnison de Mongolie- Mongolie-Intérieure
  - Armée de la baie de Tokyo
  - Armée de défense de Tokyo
- Service aérien de l'Armée impériale japonaise
  - Première armée aérienne – QG Tokyo, basée dans la plaine de Kantō et couvrant le Japon, Taïwan, la Corée et Karafuto.
  - Deuxième armée aérienne – QG Hsinking, couvrant le Mandchoukouo
  - Troisième armée aérienne – QG Singapour, couvrant l'Asie du Sud-Est
  - Quatrième armée aérienne – QG Rabaul, couvrant les Îles Salomon et la Nouvelle-Guinée
  - Cinquième armée aérienne – QG Nankin, couvrant des portions de l'Est et du Sud de la Chine occupées par le Japon
  - Sixième armée aérienne – QG Kyūshū couvrant Taïwan et Okinawa

### Auxiliaires
- Armée impériale du Mandchoukouo
- Armée nationale du Mengjiang
- Armée nationale indienne
- Armée nationale birmane
- Kenpeitai
- Liste des divisions de l'armée impériale japonaise